# Peristernia funiculata
Peristernia funiculata là một loài ốc biển, là động vật thân mềm chân bụng sống ở biển trong họ Fasciolariidae.